# Ctenocolletes ordensis
Ctenocolletes ordensis là một loài ong trong họ Stenotritidae. Loài này được Michener miêu tả khoa học đầu tiên năm 1965.